# スタート (芸能事務所)
スタートは日本の芸能事務所。主に映画・ドラマ・Vシネマ・ナレーションをマネジメントとする芸能事務所。MC企画の俳優部門。
1994年（平成6年）3月設立。ドラマ・オリジナルビデオの脇役が多く所属している。2024年現在MC企画のウェブサイト上ではスタートの記載はなく俳優部門所属者のページはアクター部門となっている。

## 所属タレント

### 男性
- 西園寺章雄
- 水上保広
- 佐藤浩 (俳優)
- 下元年世
- 田中弘史
- はりた照久
- 表淳夫
- 後藤基治
- 玉生司朗
- 端田宏三
- 松浦達也
- 沢田憲一
- 風太郎
- 大橋正幸
- 松蔵宏明
- 平口泰司
- 倉内恵
- 早川丈二
- 大谷芳樹
- 福岡貴之
- 川添公二（ライターズカンパニーへ移籍）
- 玉村知弘
- 濱口和人
- 重光ひろき

### 女性
- 奈千宮子
- 谷広子
- 河野清子
- 東山千恵子
- 増田久美子
- 竹岡良子
- かづみ
- 高野暢子
- 大園さとみ
- 恋塚ゆうき
- 小泉小由里
- 岡尾真理
- かきつばたアヒル
- 林加奈子
- 弥武敦子
- 飯尾住侑起子
- 藤田恵美子
- 勢力優美
- 関本聖
- 白樫由紀子
- 寺本育実
- 堀川知香
- 熊萌恵
- 横田実佳
- 芝崎唯奈
- 東眞理光